# GB原人ランド ビバ!ちっくん王国
『GB原人ランド ビバ!ちっくん王国』（ジービーげんじんランド ビバちっくんおうこく）は、1994年4月22日に発売されたゲームボーイ用アクションゲーム、ミニゲーム集である。

## 概要
『GB原人』（1992年）に続くゲームボーイにおける原人シリーズの第2作目。ゲーム内容は主人公の「原人」を操作し、7種類のミニゲームによって「キングタマゴドンIII世」が建立した遊園地「ちっくん王国」を破壊する事を目的としている。
後に『GB原人』、『GB原人2』（1994年）と共に1本のソフトとしてまとめたゲームボーイ用ソフト『原人コレクション』（1996年）に収録された。

## ゲーム内容

### システム
ゲーム内で「にこちっぷ」を使用する事で新しいミニゲームがプレイ可能となるシステムになっている。「にこちっぷ」はミニゲームをプレイする事で入手できる。

### ミニゲーム
ミニゲームには以下の7種類がある。
ちっくんたたき
モグラ叩きの要領で「ちっくん」を頭突きで攻撃する。
ほねほねくずし
ブロックくずしの要領で配置されているホネを消す。ただし、2回当てないと消えない骨や、全く、消えない骨もある。
ちっくんまんしょん
マンションの壁を三角飛びやかじりつきで登ってゴールを目指す。
みすってりーぞーん
お化けを回避しながらゴールを目指す横スクロールアクションゲーム。
ちょっとコースター
ジェットコースターから落下しないようにトラップを回避する強制スクロールアクションゲーム。
おいっ!しんぼー
画面上部から落下する食料を、頭突き等で跳ね返して恐竜に食べさせる。ただし、ナスとピーマンが嫌い。
ドレミファソレイケ
どれかひとつのゲームのレベル1～4までをクリアすると遊べるようになるボーナスゲーム。恐竜「そふぁみれどん」の体の鍵盤の上をジャンプして演奏する。

## スタッフ
- ゲーム・デザイン：まつぼっくり（松永智史）
- プログラム：竹重英樹
- グラフィック：浦部勝彦
- サウンド・プロデュース：伊藤康広（ティーズミュージック）、田中達也（ティーズミュージック）
- ディレクター：大久保則雄
- 原作：阿部K助、青木コブ太
- アドバイザー：川口佳之、秋元哲也、市沢保弘
- スペシャル・サンクス：竹部隆司、藤原茂樹、太田宏之、三上由起子、湯澤河童
- マニュアル：高橋名人
- プロデューサー：宮本徳人

## 評価
ゲーム誌『ファミコン通信』の「クロスレビュー」では合計21点（満40点）、『ファミリーコンピュータMagazine』の読者投票による「ゲーム通信簿」での評価は以下の通りとなっており、20.6点（満30点）となっている。
| 項目 | キャラクタ | 音楽 | 操作性 | 熱中度 | お買得度 | オリジナリティ | 総合 |
| 得点 | 3.8        | 3.3  | 3.3    | 3.5    | 3.4      | 3.3            | 20.6 |